# Раб (фільм, 1917)
«Раб» (англ. The Slave) — американська короткометражна кінокомедія режисера Арвіда Е. Джиллстрома 1917 року.

## У ролях
- Біллі Вест[en] — Біллі, раб
- Олівер Гарді — султан
- Лео Вайт — візир
- Бад Росс — колекціонер
- Літріс Джой — Сюзі, його дочка
- Гледіс Варден — кохана султана
- Етель Кессіті
- Еллен Берфорд
- Марта Дін
- Етелін Гібсон
- Джо Бордо